# Етел и Юлиус Розенберг
Етел Грийнглас Розенберг (Ню Йорк; 28 септември 1915 г. – Осининг, Синг Синг, Ню Йорк; 19 юни 1953 г.) и Джулиъс Розенберг (Ню Йорк; 12 май 1918 г. – Синг Синг, Осининг, Ню Йорк; 19 юни 1953 г.) са американска семейна двойка, екзекутирана чрез електрическия стол, обвинени в шпионаж. Това е първата екзекуция за шпионаж на цивилни в историята на Съединените щати.

## Шпионаж, осъждане и екзекуция
Роден в еврейско семейство, Юлиус Розенберг е електроинженер, докато съпругата му Етел е амбициозна актриса и певица. И двамата са част от Лигата на младите комунисти, младежка организация на Комунистическата партия на Съединените щати.
Произходът на процеса и екзекуцията на това семейство трябва да се търси в изтичането на ядрени тайни по Проект „Манхатън“, което става както в центъра за ядрени изследвания в Лос Аламос, така и в университета в Бъркли, където има важен сектор, симпатизиращ на левицата, особено сред учените. Бивш машинист в суперсекретното съоръжение в Лос Аламос, сержант Дейвид Грийнглас, брат на Етел, признава, че е предал тайни на Съветите и също така обвинява сестра си и нейния съпруг, признание, което довежда директно до двойката Розенберг, която е арестувана, обвинена и съдена за шпионаж.
Независимо дали обвиненията в шпионаж са верни или не, и двамата са екзекутирани съгласно Закона за шпионажа от 1917 г., който налага смъртно наказание за този вид престъпления по време на война, въпреки че по времето, когато предполагаемият шпионаж е извършен, Съединените щати не са били във война със Съветския съюз. Когато сравняваме този случай с други от същото естество, решени с много по-леки присъди въпреки по-убедителни доказателства, като случая с Клаус Фукс, осъден на 14 години затвор, след като е шпионирал Съединените щати в полза на Съветския съюз, наблюдава се по-голямо недоволство, водено от антикомунистическата атмосфера и преобладаващия страх в американското общество от предстояща конфронтация със Съветския съюз, което би довело до епохата на „маккартизма“. Трябва да се има предвид, че по това време (25 юни 1950 г. до 27 юли 1953 г.) се провежда Корейската война. Това е конфликт между Северна Корея (комунистическа) и Южна Корея (капиталистическа), но в същото време е неофициална война между Съединените щати и Съветския съюз в контекста на Студената война. Ето защо в процеса двойката Розенберг са обвинени, че са разкрили тайните на атомната бомба на Съветите, което е довело до ядрения баланс със Съветите, и те са държани отговорни за многобройните американски жертви по време на Войната в Корея.  
И двамата най-накрая са екзекутирани с електрически стол в затвора Синг Синг на 19 юни 1953 г. и според хрониките на случая, въпреки че Юлиус умира от първия шоков удар, съпругата му Етел, въпреки че е по-малка и предполагаемо крехка жена, е устояла на до три електрически удара удари преди да умре, факт, за който е обвинен дизайнът на стола, създаден за по-голям човек и чиито електроди очевидно не пасват „правилно“ на тялото на жената.
Години по-късно, през 2001 г., Дейвид Грийнглас, братът на Етел, който прекарва 10 години в затвора и който е осъден само на 15 години затвор за самопризнанието и сътрудничеството си, твърди, че е обвинил лъжливо сестра си. В мемоарите на Никита Хрушчов, публикувани посмъртно през 1990 г., бившият съветски премиер възхвалява Розенберг за тяхната „много значителна помощ в ускоряването на производството на нашата атомна бомба“, но анализаторите смятат, че валидността на техния принос не може да бъде толкова важна. През 1995 г., след края на Студената война, различни разследвания на ФБР и американските разузнавателни служби, интегрирани в „Проект Венона“, изглежда са открили доказателства, че Юлиус Розенберг е работил за съветските шпионски служби, но не толкова съпругата му Етел.

## Обжалвания на присъдата и молби за помилване
Само няколко минути преди убийството президентът Дуайт Айзенхауер отхвърля последната молба, написана в килията й от Етел Розенберг. Адвокатът на семейство Розенберг, Емануел Блок, лично занася бележката с молбата за помилване в Белия дом, откъдето охраната го връща.